# رغل سناني
رغل سناني (الاسم العلمي:Atriplex hastata) هو نوع نباتي يتبع جنس الرغل من فصيلة القطيفية.